# Onychognathus morio
Estorninho-d'asa-ruiva ou estorninho-de-asa-castanha (Onychognathus morio) distribui-se pelo leste africano, da Etiópia até ao Cabo. Há zonas de reprodução mais para norte, pelos trópicos.
Ocorre em territórios florestados, próximos de penhascos, ou em cidades.
Acasala aos pares, em buracos nas rochas, cavernas ou edifícios.
É uma espécie comum não migratória que se alimenta nos ramos das árvores e no chão, sobretudo de frutos e bagas.
Fora da época de acasalamento, juntam-se bandos de centenas de aves.